# باتم‌بنگ
باتم‌بنگ شهری در کشور کامبوج است که جزو تقسیمات اداری استان باتم‌بنگ محسوب می‌شود و جمعیت آن براساس سرشماری سال ۱۹۹۸ میلادی ۱۳۹٫۹۶۴ نفر بوده که در سال ۲۰۰۵ میلادی به ۱۷۶٫۰۸۹ نفر افزایش یافته‌است.

## جستارهای وابسته

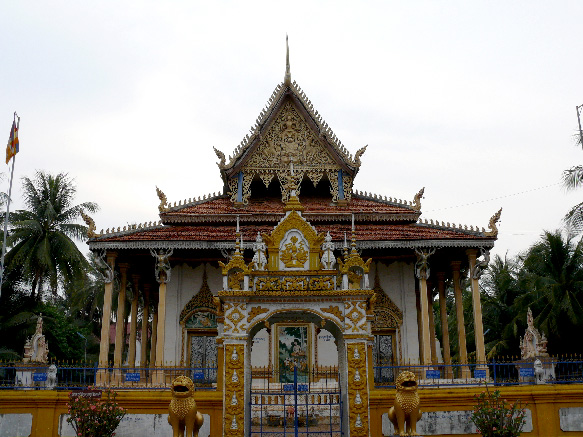